# Piper barkleyi
Piper barkleyi är en pepparväxtart som beskrevs av Truman George Yuncker. Piper barkleyi ingår i släktet Piper och familjen pepparväxter. Inga underarter finns listade i Catalogue of Life.